# Вишня (геральдика)
Вишня — нечасто вживана геральдична фігура в геральдиці.
Стиглий плід вишневого дерева зображується на знаку або полі зі стеблом і часто з прикріпленими листям і гілочками. При наявності останнього фігуру описують гілкою вишні. Колір переважно червоний, рідше зустрічаються інші кольори або метали. Популярно розміщувати два-три плоди, які все ще з’єднані зі стеблами, у їхньому природному положенні (ніби вони висять на дереві) або розміщувати їх трипасом від центру герба. Кілька двійнят або трійнят може розміщуватися в балку або стовп. Можливе зображення з іншими геральдичними фігурами.
Вишня також може висіти на дереві в гербі, тут зазвичай у вигляді великого числа. Якщо вишневе дерево зображене в цвіту, герб складніше, оскільки немає чіткої характеристики, яка б надала певності в описі.

Герб району Месбах міста Ахерн
Герб Нуглар-Санкт-Панталеон
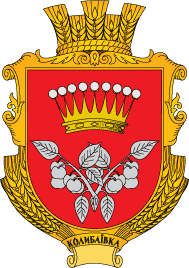
Герб Колибаївки
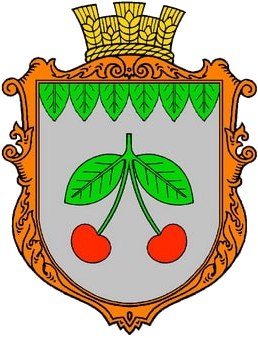
Герб Вишнівки
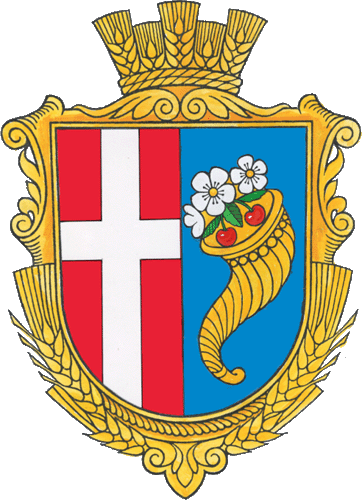
Герб Вишніва